# Береговая партия Норвегии

Логотип Прибрежной партии Норвегии

Береговая партия Норвегии (Прибрежная партия, норв. Kystpartiet) — евроскептическая политическая партия, созданная парламентарием (бывшим рыбаком и китобоем) Стейнаром Бастесеном, прошедшим в Стортинг в 1997 году от партии межполитического народного выбора (Tverrpolitisk Folkevalgte).

## История создания
Партия была юридически оформлена 24 сентября 1999 года, хотя датой её создания считается 1 февраля 1999 года.. Партия является официально признанной и осуществляет свою деятельность на законных основаниях на территории всей страны. В 2001 году её лидер был повторно избран в Стортинг, однако повторить успех в 2005 году ему не удалось. Выборы в парламент 2009 года оказались самыми неудачными для партии. По сводному списку проголосовавших во всех губерниях за Береговую партию проголосовало только 5341 избиратель, но по-прежнему результаты голосования показали, что на севере страны у партии есть сильные позиции.

## Особенности
Высокая степень влиятельности партии обусловлена международной специализацией Норвегии и природными условиями последней. Она смогла провести одного депутата в парламент, ещё не будучи политической партией в 1997 году, однако по результатам выборов 2005 года она утратила своё представительство в Стортинге, что может быть связано с конфликтами внутри партии и слишком большой ролью одного лидера Стейнара Бастесена. Однако поддержка на местном уровне сохраняется вместе с представительством в 21 коммунарном совете, причем популярность относительно 2003 года, в который был зафиксирован максимум, постоянно падает, хотя позиции до сих пор достаточно сильны на Севере страны. Основой деятельности является поддержка экономической самостоятельности Норвегии, поэтому партия включает в себя и членов других партий, выступающих против членства в ЕС: Партия Свободы против ЕС и Гражданская партия против ЕС. Помимо экономических целей, партия фокусируется на экологии, стандартах продуктов питания и энергетике, а также общей защите конституционных ценностей.